# Ключка Віталій Володимирович
Віта́лій Володи́мирович Клю́чка (нар. 3 листопада 1976 — 25 серпня 2016) — старший сержант Збройних сил України, учасник російсько-української війни.

## Життєпис
Народився 1976 року в селищі Тошківка (Попаснянський район, Луганська область); виростав з молодшим братом. Навчався в Тошківській середній школі, після закінчення якої працював на шахті «Тошківська» учнем електрослюсаря.
Призваний у Національну гвардію, прослужив 1,5 року на посаді гранатометника, кулеметника та спеціаліста зі стрілецької зброї; був заступником командира взводу. Демобілізувався у військовому званні сержанта; повернувся додому в Тошківку й знову пішов працювати на шахту. У 1990-ті заробітну плату на шахті майже не платили, тому перевівся в Тошківську пожежну частину та працював на посаді пожежника. Зазнав травми на роботі, комісований за станом здоров'я, дставши групу інвалідності. Повернувся до праці на шахту «Тошківська» — роздавальником вибухових матеріалів. 2009 року одружився, в 2011 році у родини народився син Ярослав. Робив «євроремонти», черга на його послуги була розписана — на місяці наперед.
2015 року добровільно мобілізований; призваний до лав ЗСУ. Після навчання в учбовій частині направлений до добровольчого батальйону ЗСУ «Донбас Україна». Старший сержант, головний сержант взводу охорони.
Воював у Кримському Луганської області, після ротації та відпочинку — в смт Мар'їнка Донецької області. У березні — квітні 2016 року лікувався у шпиталі, 15 квітня повернувся до підрозділу. У Віталія була можливість комісуватися, він цього не зробив та й далі воював. Йому пропонували залишитись при штабі, Віталій категорично відмовився. Демобілізація мала відбутися у вересні, він хотів підписати контракт і залишитись на фронті. У перших числах серпня 2016-го брав участь у бою з терористами.
25 серпня 2016 року загинув вранці поблизу міста Мар'їнка в часі обстрілу позицій підрозділу з СПГ. Коли терористи розпочали обстріл, Віталій загнав усіх молодих вояків у бліндаж, сам залишився на позиції. Граната прилетіла саме туди, де він перебував.
Похований у Тошківці.
Без Віталія лишились батько, дружина і син.

## Нагороди та вшанування
- указом Президента України № 189/2018 від 27 червня 2018 року «за особисту мужність і високий професіоналізм, виявлені у захисті державного суверенітету та територіальної цілісності України, вірність військовій присязі» — нагороджений орденом «За мужність» III ступеня (посмертно)[1]
- відзнакою Міністра Оборони України «За воїнську доблесть» (посмертно).